# بطولة الأمم الخمس 1988
بطولة الأمم الخمسة 1988 (بالإنجليزية: 1988 Five Nations Championship)‏ هو الموسم 94 من  بطولة الأمم الخمسة. كان عدد الأندية المشاركة فيه  5، وفاز فيه منتخب ويلز الوطني لاتحاد الرغبي، ومنتخب فرنسا الوطني لاتحاد الرغبي.